# Jules Peetermans
Jules Peetermans (Elsene, 17 februari 1923 - 4 maart 2013) was een Belgisch senator.

## Levensloop
Peetermans werd beroepshalve onderwijsinspecteur.
Hij was oorspronkelijk politiek actief voor de PLP en werd voor deze partij verkozen tot gemeenteraadslid van Brussel. Begin jaren '70 verliet hij de PLP echter om toe te treden tot het FDF.
Voor het FDF werd hij verkozen tot provincieraadslid van Brabant. Van 1981 tot 1985 zetelde hij voor de partij tevens in de Belgische Senaat als rechtstreeks verkozen senator voor het arrondissement Leuven. Hij verving verkozene Armand Tournis, die als Franstalige via apparentering verkozen werd in Leuven en die besliste om niet in de Senaat te zetelen.
In de periode december 1981-oktober 1985 had hij als gevolg van het toen bestaande dubbelmandaat ook zitting in de Vlaamse Raad. De Vlaamse Raad was vanaf 21 oktober 1980 de opvolger van de Cultuurraad voor de Nederlandse Cultuurgemeenschap, die op 7 december 1971 werd geïnstalleerd, en was de voorloper van het huidige Vlaams Parlement.

## Bron
- Laureys, V., Van den Wijngaert, M., De geschiedenis van de Belgische Senaat 1831-1995, Lannoo, 1999.